# Anomobryum lusitanicum
Anomobryum lusitanicum är en bladmossart som beskrevs av Thériot 1933. Anomobryum lusitanicum ingår i släktet Anomobryum och familjen Bryaceae. Inga underarter finns listade i Catalogue of Life.